# Nick Ingman
Nicholas (Nick) Ingman, né le 29 avril 1948 à Londres, est un chef d'orchestre et arrangeur britannique.

## Biographie
Né et élevé à Londres, il s'installe aux États-Unis à l'âge de dix-sept ans pour suivre des études au Berklee College of Music et au Conservatoire de musique de la Nouvelle-Angleterre à Boston. À son retour à Londres, il poursuit des études de troisième cycle à la Guildhall School of Music and Drama. 
Il débute comme assistant arrangeur avec le producteur de disques Norrie Paramor et travaille ainsi avec, parmi d'autres, Cliff Richard, The Shadows, ou Sacha Distel. Il compose en parallèle de nombreux morceaux dont le thème de la série télévisée Keeping Up Appearances pour la BBC. En 1974, il produit et arrange les six chansons présélectionnées pour l'entrée au Concours Eurovision de la chanson du Royaume-Uni, interprétées par Olivia Newton John. Il dirige alors l'orchestre pour la chanson choisie par les téléspectateurs, Long Live Love au concours organisé à Brighton, où le titre se classe quatrième. 
Au milieu des années 1970, il travaille régulièrement avec des artistes tels que Diana Ross, Enrique Iglesias, Pet Shop Boys et Tina Turner et est employé par diverses stations de radio américaines pour fournir des pistes d'easy listening pour leurs réseaux, marquant plus de 300 morceaux chaque année. Dans les années 1980 et 1990, il travaille avec, entre autres, Radiohead, Portishead, Oasis, Annie Lennox, Björk, David Bowie, Elton John, Sinead O'Connor ou Eric Clapton et tourne aux États-Unis avec Atticus Ross.
Officiant régulièrement avec l'Orchestre symphonique de Londres et l'Orchestre philharmonique royal, il est invité en 1987, par la Royal Academy of Music pour y tenir un cours de musique commerciale, le premier du pays, poste qu'il a occupé pendant plus de dix ans. 
Ingam est l'orchestrateur et le chef d'orchestre de nombreux films tels : Shakespeare in Love, Billy Elliot, Nowhere Boy ou La Passion du Christ. Son travail comme arrangeur représente treize singles ayant atteint la première place des charts et cinq albums double platine au Royaume-Uni. Il a été nommé à trois reprises au Grammy Awards pour son travail avec Eric Clapton et Sade Adu et un enregistrement de West Side Story avec l'Orchestre philharmonique royal de Liverpool.